# Шварц, Иосиф
Иосиф Шварц (22 октября 1804, Флос, Верхний Пфальц — 5 февраля 1865, Иерусалим) — еврейский географ, родом из Баварии.
В 1829 г. он издал карту Палестины с еврейскими и латинскими надписями, вышедшую новыми изданиями в Вене и Триесте. В 1833 г. переселился в Иерусалим. Около 12 лет путешествовал по Палестине и изучал ее флору, фауну, географию, геологию и т. д., сверив полученные им данные с данными Талмуда и мидрашей.
Результатом этого труда явилась его книга: «Thebuoth Haarez» («География Палестины», Иерусалим, 1845), в английском переводе «А descriptive Geography and brief historical Sketch of Palestine» (Филадельфия, 1850 г.). и в 1852 г. в немецком: «Das heilige Land nach seiner ehemaligen und jetzigem geographischen Beschaffenheit» (Франкфурт).
Другое его сочинение — «Thebuoth Haschemesch» (астрономические и физические объяснения о Святой земле, Иерусалим, 1843). В 1849 г. Шварц также занимался изучением каббалы и позже примкнул к мистической общине Бет-Эль.